# Erik Backman
Erik Backman (18 de mayo de 1896-29 de junio de 1965) fue un atleta sueco, especialista en la prueba de campo a través sus mejores resultados deportivos fueron durante los Juegos Olímpicos de Amberes 1920, donde consiguió cuatro medallas.

## Carrera deportiva
En los Juegos Olímpicos de Amberes 1920 ganó la medalla de bronce en la prueba campo a través por equipos, con una puntuación de 23 puntos, quedando en el podio tras Finlandia (oro) y Reino Unido, siendo sus compañeros de equipo Gustaf Mattsson y Hilding Ekman. También ganó la medalla de bronce en la prueba de 3000 metros por equipos, tras Estados Unidos y Reino Unido (plata), y en 5000 metros individual.